# Weinber József
Weinber József (Budapest, VIII. kerület, 1883. október 18. – Oroszország, 1921. január 22.) magyar bajnok labdarúgó, kapus, hátvéd. Testvére Weinber János (1888–1958) a Ferencváros játékosa volt. A sportsajtóban Weinber I néven volt ismert. Az első világháborúban orosz hadifogságba került, és már sohasem tért haza Magyarországra.

## Pályafutása

### Klubcsapatban
1902 és 1903 között a Ferencvárosban összesen 8 mérkőzésen szerepelt (5 bajnoki, 2 nemzetközi, 1 hazai díjmérkőzés). Egyszeres magyar bajnok az FTC-vel.

## Sikerei, díjai
- Magyar bajnokság
  - bajnok: 1903
  - 2.: 1902